# Orfanato
Orfanato é a nomenclatura utilizada antigamente para determinar um estabelecimento que recebia crianças e adolescentes órfãos, ou em situação de abandono, quando as famílias não podiam cuidar e o Estado assumia a responsabilidade. É o estabelecimento de assistência social no qual menores em situação de rompimento dos vínculos familiares são acolhidos e recebem cuidados pessoais, médicos e educacionais.
Pode ser administrado tanto pela administração pública ou privada. São considerados como entidades sem fins lucrativos, não pagam impostos, e a doação de bens e materiais de consumo por iniciativa pessoal dão o direito de abater no Imposto sobre a renda, desde que possua os Certificados exigidos pela legislação no Brasil.
Pesquisas do Projeto de Intervenção Precoce de Bucareste (BEIP) são frequentemente citadas como demonstração de que instituições residenciais impactam negativamente o bem-estar das crianças. O BEIP selecionou orfanatos em Bucareste, Romênia, que criaram crianças abandonadas em ambientes social e emocionalmente carentes, a fim de estudar as mudanças no desenvolvimento de bebês e crianças depois de terem sido colocados com famílias adotivas especialmente treinadas na comunidade local. Este poderoso estudo demonstrou como a falta de atenção amorosa normalmente fornecida às crianças pelos pais ou responsáveis é essencial para o desenvolvimento humano ideal, especificamente do cérebro; nutrição adequada não é suficiente. Pesquisas posteriores de crianças adotadas de instituições dos países da Europa Oriental para os EUA demonstraram que, a cada 3,5 meses que uma criança passava na instituição, elas ficavam atrás de seus pares em crescimento em 1 mês. Além disso, uma meta-análise de pesquisa sobre QI de crianças em orfanatos encontrou QI mais baixo entre as crianças em muitas instituições, mas esse resultado não foi encontrado no país de baixa renda.